# 길 (1991년 드라마)
《길》은 1991년 12월 15일 SBS에서 방영된 개국 특집 드라마다.

## 줄거리
사형수가 무기수로 감형, 생명을 회복하고 옥중결혼을 통해 제2의 삶을 살게 되면서 그 삶의 굴곡과 갈피에서 인생의 참된 의미와 가치를 깨닫게 되는 과정을 극화함으로써 생명을 뜻없이 소모하며 바쁘게만 살아가는 현대인들에게 삶의 참된 가치를 일깨우는 이야기이다.

## 등장 인물
- 김영철 - 최일호 역
- 정애리 - 이은옥 역
- 남성훈 - 권영근 역
- 이종만 - 박삼중 스님 역
- 고설봉
- 김영옥 - 보살 역
- 임문수
- 박종관
- 한태일
- 이현두
- 김기진
- 강미
- 차혜영
- 송종원
- 김두삼
- 이성용
- 우동범
- 박병모
- 문용민
- 강필순
- 김인수
- 조성숙
- 정사용
- 전해룡
- 김명수
- 김현우
- 이소희
- 유형관
- 채용병
- 양희진
- 최유미
- 김태진 - 꼬마 스님 역
- 홍상진
- 엄세호